# Vitturiové
Vitturiové (italsky Vitturi nebo Vetturio, někdy přezdívaní též Lukšić/ové) byli benátský patricijský rod s původem v dalmatském Trogiru.

## Historie

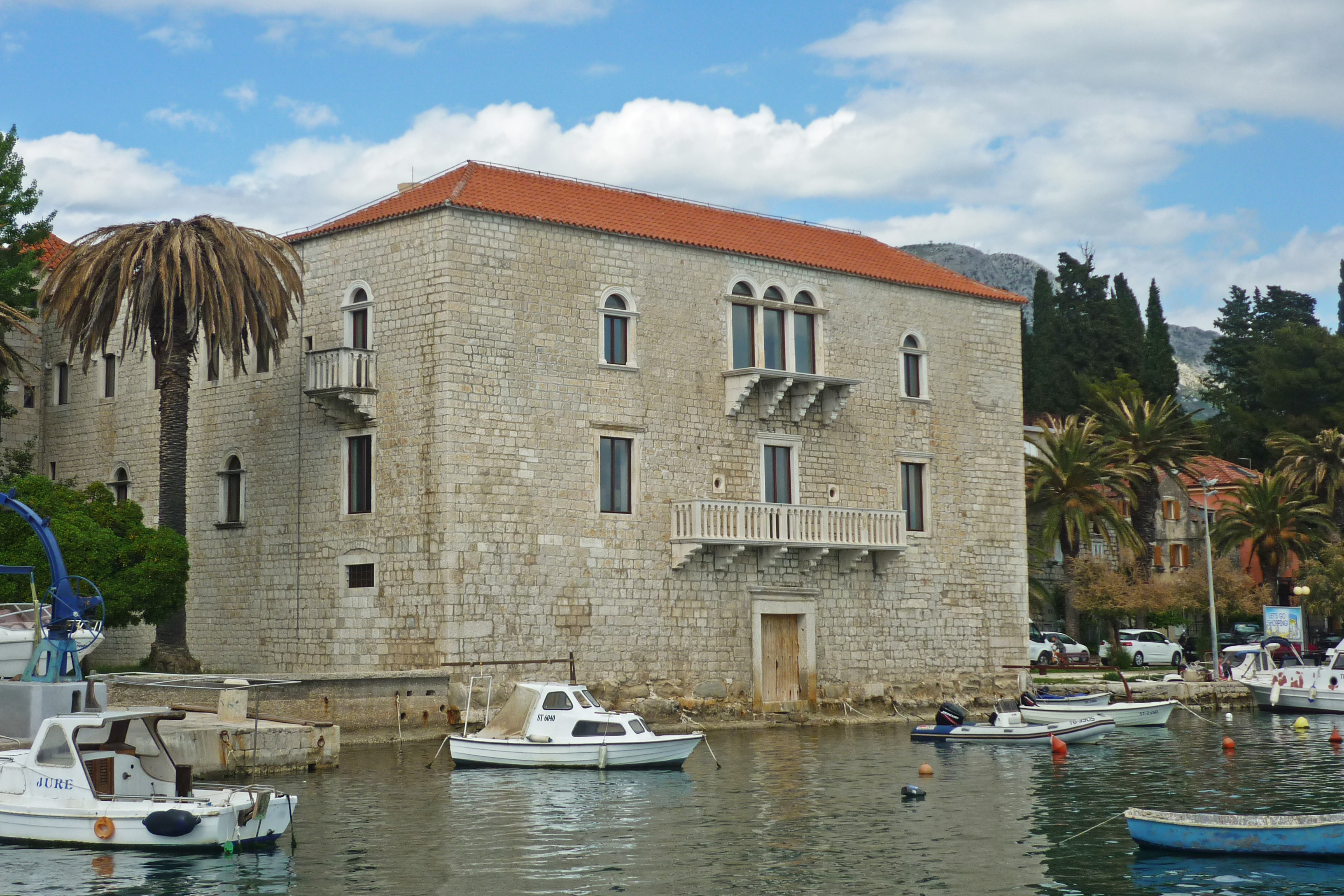
Opevněný Kaštel Vitturi u Trogiru

Dle tradice měli mít Vitturiové původ v římské patricijské rodině. První zmínky o tomto rodu se v historických pramenech objevují ve 12. století. V roce 1260 byli povýšeni v souvislosti s podporou Serenissimy proti Pisánským.
V druhé polovině 15. století si na pobřeží Kaštelského zálilvu postavili Kaštel Vitturi, kolem něhož vznikla osada, pojmenované po své rodinné přezdívce Lukšić – Kaštel Lukšić.
Posledním mužským členem rodu byl Frane, jehož smrtí v roce 1679 rod vymřel po meči. Jeho dcera Kateřina se provdala za člena rodu Michieliů z Brače a jejich potomci nosí příjmení Michieli-Vitturi.

## Význační členové rodu
- Raniero di Bartolomeo Vitturi – benátský politik v 15. století
- Lorenzo di Daniele Vitturi – krétský arcibiskup v 16. století († 1597)